# We're Only in It for the Money
| 전문가 평가                   | 전문가 평가 |
| 평가 점수                     | 평가 점수   |
| 출처                          | 점수        |
| ----------------------------- | ----------- |
| AllMusic                      | [ 1 ]       |
| Chicago Tribune               | [ 2 ]       |
| Entertainment Weekly          | A           |
| Q                             | [ 4 ]       |
| The Rolling Stone Album Guide | [ 5 ]       |
| The Village Voice             | A           |
| Encyclopedia of Popular Music | [ 7 ]       |

《We're Only in It for the Money》는 마더스 오브 인벤션의 세 번째 스튜디오 음반이다. 1968년 3월 4일, 버브 레코드에서 발매되었으며, 이후 프랭크 자파에 의해 리믹스되어 재녹음되었으며 1986년 라이코디스크에 의해 재발매되었다. 이 밴드의 이전 두 음반과 마찬가지로 《We're Only in It for the Money》는 콘셉트 음반이며, 좌익과 우익 정치, 특히 히피 하위문화, 비틀즈의 음반 《Sgt. Pepper's Lonely Hearts Club Band》를 풍자한다. 이 음반은 《No Commercial Potential》이라는 프로젝트의 일환으로 구상되었는데, 이 프로젝트에서는 《Lumpy Gravy》, 《Cruising with Ruben & the Jets》, 《Uncle Meat》라는 세 장의 음반을 프로듀싱을 했다.
《We're Only in It for the Money》는 록, 실험 음악, 사이키델릭 록을 포괄하며, 관현악 부분들은 이전에 캐피틀 레코드에 의해 단독 기악 음반으로 발매되었고 그 후에 자파에게 갈라서 버브에 의해 발매된 《Lumpy Gravy》의 녹음 세션에서 파생되었다. 갈대된 《Lumpy Gravy》는 《We're Only in It for the Money》와 동시에 프로듀싱되었으며, 개념 연속성의 첫 부분이며, 갈린 《Lumpy Gravy》를 계속하여 자파의 마지막 음반인 《Civilization Phaze III》 (1994년)로 마무리되었다.

## 배경
프랭크 자파는 《Uncle Meat》을 촬영하는 동안 뉴욕에서 No Commercial Potential이라는 프로젝트를 위해 녹음을 진행했으며, 이 프로젝트는 결국 네 장의 음반을 낳았다. 《We're Only in It for the Money》, 자파의 솔로 음반 《Lumpy Gravy》의 수정본, 《Cruising with Ruben & the Jets》, 그리고 《Uncle Meat》으로, 마지막 음반은 동명의 영화 사운드트랙으로 사용되었다. 해당 영화는 1987년에야 비로소 공개되었지만 미완성 상태였다.
자파는 이에 대해 이렇게 말했다. "이건 전부 하나의 음반이에요. 이 음반들에 담긴 모든 소재는 유기적으로 연결돼 있고, 만약 내가 마스터 테이프를 전부 가지고 있다면, 면도날로 잘라서 다른 순서로 다시 붙여도 여전히 하나의 음악으로 들을 수 있어요. 그리고 또다시 그걸 잘라서 다른 방식으로 재조립해도 여전히 말이 되죠. 이걸 스무 가지 방식으로도 할 수 있어요. 그만큼 이 소재들은 확실히 서로 연관돼 있어요."
녹음 세션이 계속되는 동안, 비틀즈는 평론가들의 극찬을 받은 음반 《Sgt. Pepper's Lonely Hearts Club Band》를 발표했다. 이에 자극을 받은 자파는, 비틀즈의 음반을 패러디하는 방향으로 자신의 음반 콘셉트를 바꾸기로 결정했다. 그는 비틀즈가 불성실하며 "돈벌이를 위해서만 음악을 한다"고 느꼈기 때문이다. 비틀즈는 자파가 청년 문화의 기업화에 반대하는 입장을 드러내기 위한 상징적 표적으로 삼아졌으며, 자파의 음반은 이들에 대한 비판이자, 사이키델릭 록 전반에 대한 비판으로 기능했다.

## 커버 아트
자파의 예술 감독인 칼 쉥켈은 비틀즈의 《Sgt. Pepper's Lonely Hearts Club Band》를 패러디한 음반 커버의 콜라주를 찍었다. 자파는 사진 촬영에 4,000달러(2018년 28,800달러 상당)를 들였는데, 그는 이 사진이 《Sgt. Pepper》 음반 커버에 대해 "직접 부정"이라고 말했다. "《Sgt. Pepper》는 파란 하늘이였습니다... 우리는 뇌우를 겪었어요." 자파의 친구인 지미 헨드릭스는 비틀즈 음반 커버에 소니 리스턴의 밀랍 조각이 등장한 자리에 서서 화보 촬영에 참여했다.
자파는 이 패러디에 대한 허락을 받기 위해 폴 매카트니에게 전화를 걸었다. 매카트니는 이것이 비즈니스 매니저들이 다룰 문제라고 답했지만, 자파는 아티스트 본인이 매니저에게 무엇을 해야 할지 지시하는 것이라고 반박했다. 그럼에도 불구하고 캐피틀 레코드는 이 패러디에 이의를 제기했고, 이로 인해 음반의 발매는 5개월 동안 지연되었다. 법적 조치를 우려한 버브 레코드는 음반을 발매할 때 패러디 커버를 내부 삽화로, 원래 내부 삽화였던 것을 겉표지로 바꾸어 포장하기로 결정했다. 자파는 이 결정에 크게 분노했다. 아트 디렉터 칼 쉥켈은 《Sgt. Pepper》 패러디가 최종 발매된 커버보다 "더 강렬한 이미지"였다고 느꼈다. 최근 들어 이 음반은 자파가 의도했던 원래 커버로 재발매되었다.

## 곡 목록
모든 곡들은 프랭크 자파에 의해 작사/작곡하였다.
| #   | 제목                                      | 재생 시간 |
| --- | ----------------------------------------- | --------- |
| 1.  | 〈Are You Hung Up?〉                      | 1:23      |
| 2.  | 〈Who Needs the Peace Corps?〉            | 2:34      |
| 3.  | 〈Concentration Moon〉                    | 2:22      |
| 4.  | 〈Mom & Dad〉                             | 2:16      |
| 5.  | 〈Telephone Conversation〉                | 0:48      |
| 6.  | 〈Bow Tie Daddy〉                         | 0:33      |
| 7.  | 〈Harry, You're a Beast〉                 | 1:22      |
| 8.  | 〈What's the Ugliest Part of Your Body?〉 | 1:03      |
| 9.  | 〈Absolutely Free〉                       | 3:24      |
| 10. | 〈Flower Punk〉                           | 3:03      |
| 11. | 〈Hot Poop〉                              | 0:26      |

| #  | 제목                                                | 재생 시간 |
| -- | --------------------------------------------------- | --------- |
| 1. | 〈Nasal Retentive Calliope Music〉                  | 2:03      |
| 2. | 〈Let's Make the Water Turn Black〉                 | 2:01      |
| 3. | 〈The Idiot Bastard Son〉                           | 3:18      |
| 4. | 〈Lonely Little Girl〉                              | 1:09      |
| 5. | 〈Take Your Clothes Off When You Dance〉            | 1:35      |
| 6. | 〈What's the Ugliest Part of Your Body? (Reprise)〉 | 0:57      |
| 7. | 〈Mother People〉                                   | 2:32      |
| 8. | 〈The Chrome Plated Megaphone of Destiny〉          | 6:25      |